# Línea 9 (Salamanca de Transportes)
La línea 9 de la red de Autobuses urbanos de Salamanca une el barrio de Capuchinos con el barrio de El Zurguén.

## Características
La línea 9 enlaza el barrio de Capuchinos con el Barrio de El Zurguén en aproximadamente 30 minutos, pasando por el barrio Vidal y por el centro de la ciudad. 
Anteriormente el recorrido de ida se realizaba por El Teso de la Feria, pero debido a la complejidad de sus calles, se pasó a hacer en un itinerario común con las líneas 6 y 12 por la avenida de Saavedra y Fajardo. Por lo general, es una línea que apenas ha sufrido modificaciones desde su puesta en marcha.
Al igual que el resto de las líneas urbanas de la ciudad de Salamanca, está operada por Salamanca de Transportes, perteneciente a Grupo Ruiz.

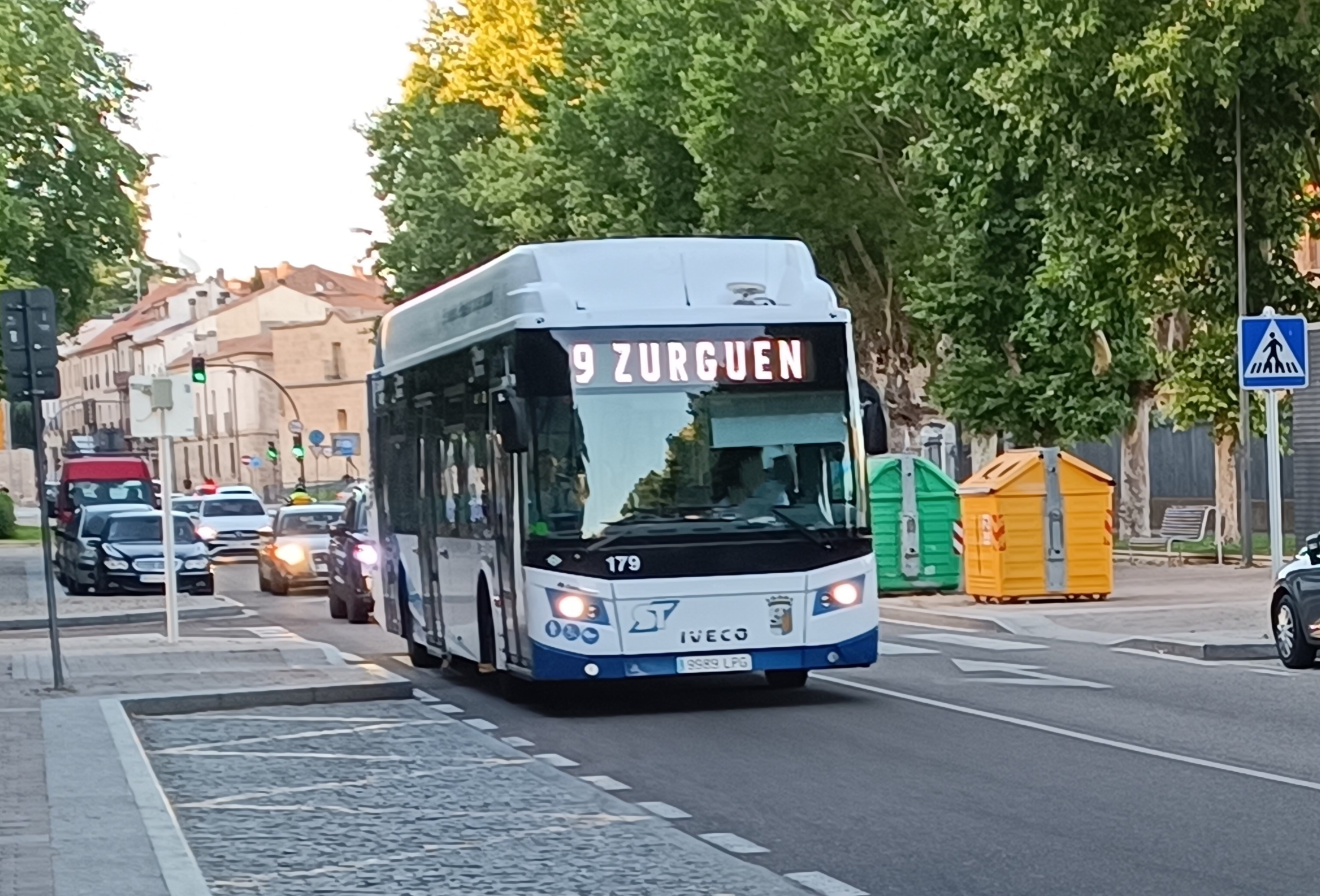
Autobús de la línea 9 a punto de realizar su parada en la avenida de los Reyes de España

### Frecuencias
| Lunes a viernes laborables |                |
| de 7:18 a 22:42            | cada 12-15 min |
| Sábados laborables         |                |
| de 8:18 a 22:42            | cada 12-15 min |
| Domingos y festivos        |                |
| de 9:55 a 22:35            | cada 20-30 min |

| Lunes a viernes laborables |                |
| de 7:12 a 22:48            | cada 12-15 min |
| Sábados laborables         |                |
| de 8:12 a 22:48            | cada 12-15 min |
| Domingos y festivos        |                |
| de 9:45 a 22:45            | cada 20-30 min |

NOTA: La última expedición de lunes a sábado desde Capuchinos y de todos los días desde El Zurguén finaliza en la Gran Vía.

## Recorrido y paradas

### Sentido Zurguén
NOTA: Las expediciones hasta las 15:00h. de lunes a sábado realizan su recorrido entre la Plaza del Empresario y la Avenida Reyes de España parando en la parada señalada en lila, el resto lo hacen en las señaladas en amarillo, siendo la primera de ellas (Gran Vía, 38) donde finaliza su recorrido la última expedición de lunes a sábado.
| Código | Parada                             | Común con    | Otros                                 |
| ------ | ---------------------------------- | ------------ | ------------------------------------- |
| 317    | Calle Valles Mineros, s/n          |              |                                       |
| 187    | Calle Valles Mineros, 45           |              |                                       |
| 188    | Calle Valles Mineros, 33           | 15           |                                       |
| 189    | Calle Valles Mineros, 15           | 15           |                                       |
| 190    | Calle Emigdio de la Riva, 29       |              |                                       |
| 191    | Calle Emigdio de la Riva, 3        |              |                                       |
| 166    | Avenida de Portugal, 151           | 7            |                                       |
| 192    | Avenida de Portugal, 113           |              | Transporte Metropolitano de Salamanca |
| 41     | Avenida de Mirat, 43               | 2 6 10 11 13 | Transporte Metropolitano de Salamanca |
| 42     | Avenida de Mirat, 13               | 2 6 10 11 13 |                                       |
| 4      | Plaza del Empresario, s/n          | 1 2 3 4 8    |                                       |
| 5      | Plaza del Poeta Iglesias, 17       | 1 8          |                                       |
| 222    | Gran Vía, 38                       | 1 3 4 8      |                                       |
| 333    | Gran Vía, 72                       | 1 3 4 8      |                                       |
| 6      | Avenida de los Reyes de España, 32 | 1 3 12       | Transporte Metropolitano de Salamanca |
| 144    | Avenida de Saavedra y Fajardo, 18  | 6 12 14      |                                       |
| 193    | Calle Castroverde, 14              | 14           |                                       |
| 194    | Paseo de Cuatro Calzadas, 56       | 14           |                                       |
| 195    | Paseo de Cuatro Calzadas, s/n      | 14           |                                       |
| 196    | Calle Comisión Europea, s/n        | 14           |                                       |

### Sentido Capuchinos
NOTA: La última expedición finaliza todos los días en la parada señalada en amarillo.
| Código | Parada                                | Común con    | Otros                                 |
| ------ | ------------------------------------- | ------------ | ------------------------------------- |
| 196    | Calle Comisión Europea, s/n           | 14           |                                       |
| 304    | Paseo de Cuatro Calzadas, frente 78   | 14           |                                       |
| 197    | Paseo de Cuatro Calzadas, frente 60   | 14           |                                       |
| 198    | Calle Castroverde, frente 14          | 14           |                                       |
| 199    | Camino Miranda, 55                    | 14           |                                       |
| 200    | Camino Miranda, 5                     | 14           |                                       |
| 26     | Avenida de los Reyes de España, 23    | 1 3 12       | Transporte Metropolitano de Salamanca |
| 27     | Gran Vía, 75                          | 1 3 4 8      |                                       |
| 301    | Gran Vía, 45                          | 1 3 4 8      | Transporte Metropolitano de Salamanca |
| 28     | Gran Vía, 25                          | 1 2 3 4 8    |                                       |
| 33     | Avenida de Mirat, 22                  | 2 6 10 11 13 |                                       |
| 139    | Paseo del Doctor Torres Villarroel, 2 | 5            | Transporte Metropolitano de Salamanca |
| 201    | Avenida de Portugal, 126              | 7            |                                       |
| 202    | Calle Emigdio de la Riva, 6           |              |                                       |
| 203    | Calle Emigdio de la Riva, frente 29   |              |                                       |
| 204    | Calle Valles Mineros, 2               | 15           |                                       |
| 205    | Calle Valles Mineros, 12              | 15           |                                       |
| 221    | Calle Valles Mineros, s/n             | 15           |                                       |
| 317    | Calle Valles Mineros, s/n             |              |                                       |